# Brønderslev Kirke
Brønderslev Kirke är en kyrka i staden Brønderslev i Region Nordjylland.

## Kyrkobyggnaden
Kyrkan uppfördes åren 1920 - 1922 efter ritningar av arkitekt Valdemar Schmidt. Ett stort fristående kyrktorn norr om koret uppfördes år 1925. En stor ombyggnad genomfördes åren 1970 - 1972 då kyrkorummets västra del utvidgades och en orgel tillkom. Det förgyllda korset över altaret ersattes med ett nytt kors med en kristusfigur. Två abstrakta glasmosaiker av Helle Scharling sattes in i nya korfönster mot öster. År 1982 uppfördes ett församlingshus vid kyrkans västra sida. Åren 2018 till 2019 genomgick kyrkan och församlingshemmet en stor om- och tillbyggnad.
Kyrkorummet är indelat i ett mittkepp och två sidoskepp. Taket har kryssvalv som bärs upp av tolv stycken, fem meter höga, granitpelare.

## Inventarier
- Två kyrkklockor finns. Ena klockan är gjuten 1925 av Smithske Støberier, Ålborg, medan den andra är gjuten 1931 av Jysk Jernstøberi og Maskinfabrik, Brønderslev.
- Orgeln med 32 stämmor är tillverkad av Th. Frobenius og Sønner Orgelbyggeri A/S och kom till kyrkan år 1972.